# حمید ندیمیان
حمید ندیمیان مربی فوتبال، اهل کشور ایران و شهر اصفهان است. 
ندیمیان از سال ۱۳۷۸ تا ۱۳۸۰ سرمربی تیم سپاهان اصفهان بود. او سابقه مربیگری در تیم های پاس تهران و ابومسلم را نیز دارد. در سال ۱۳۸۸ به عنوان مشاور فنی محمود یاوری در تیم شاهین بوشهر استخدام شد.
در ورزش بیشترین سرعت را داشت